# Koncert fortepianowy Griega
Koncert fortepianowy a-moll op. 16 – koncert fortepianowy w tonacji a-moll skomponowany w 1868 przez Edvarda Griega. Prawykonanie utworu odbyło się 3 kwietnia 1869 w Kopenhadze. Koncert fortepianowy należy do najbardziej znanych dzieł tego kompozytora  i nawiązuje do muzyki Roberta Schumanna. Józef Michał Chomiński zaliczył kompozycję Griega do wielu „koncertów konwencjonalnych” epoki romantyzmu, tzn. takich, które „nie wnoszą (...) nic nowego do rozwoju tej [koncertowej] formy”.

## Budowa
Utwór składa się z 3 części:
1. Allegro molto moderato (1/3 wypełniona jest cadenzą instrumentu solowego)
2. Adagio (forma pieśniowa o temacie chorałowym)
3. Allegro moderato molto e marcato-Andante-Quasi presto-Andante maestoso (attacca; pierwszy fragment w rytmie springdansa)[1]

## Historia

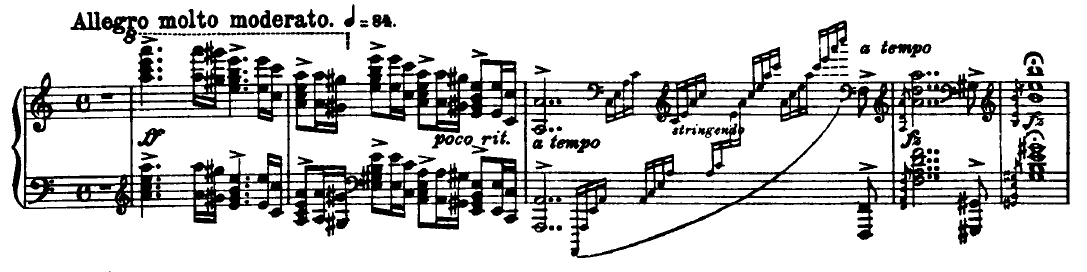
Pierwsze takty partii fortepianu z I części

Jedno z wykonań wywołało w Lipsku kontrowersje. Twórcy zarzucano m.in. wzorowanie się na Koncercie fortepianowym a-moll op. 54 Schumanna oraz nawiązywanie do Fryderyka Chopina i Ferenca Liszta. Alfred Einstein określił wręcz utwór Griega jako „odpowiednik koncertu Schumanna”. Wg Macieja Negrey'ego prawdziwym powodem krytyki był brak „solidnej, niemieckiej roboty, takiej, jakiej uczono w tutejszym konserwatorium”, którego autor był absolwentem . Koncert był pierwszym koncertem fortepianowym, który doczekał się nagrania. Rejestracji 6-minutowego fragmentu dokonał w lipcu 1909 Wilhelm Backhaus .